# Schildnasenkobra

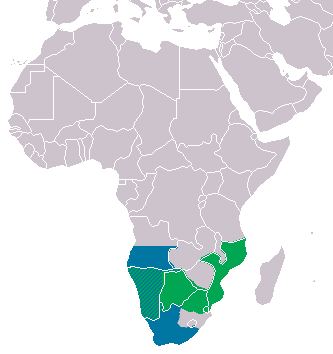
Verbreitungsgebiet der Schildnasenkobra (grün) und der Südafrikanischen Korallenschlange (blau)

Die Schildnasenkobra (Aspidelaps scutatus, auch Schildkobra oder Schildschlange) ist eine Schlangenart der Gattung der Scheinkobras (Aspidelaps) aus der Familie der Giftnattern (Elapidae). Sie kommt in drei oder vier Unterarten im südlichen Afrika vor.

## Merkmale
Schildnasenkobras sind kleine Schlangen, deren gedrungener Körper eine Länge von 40 bis 60 Zentimetern erreicht. Der Kopf ist sehr kurz und setzt sich kaum vom Hals ab. Namensgebend ist der auffällig breite Schnauzenschild auf, der die Schnauzenspitze bedeckt und zur Kopfoberseite in Augenhöhe zu einem stumpfwinkligen Dreieck ausläuft. Die Kopfseiten laufen in einem hellen Winkelfleck aus, Nacken und Hals sind schwarz. Unterkiefer und Kehlregion sind weißlich. Die Körperfärbung variiert von grau über braun bis zu rötlich mit braunen bis fast schwarzen Sattelflecken oder unregelmäßigen Querbändern. Die Bauchseite ist gelblich bis grauweiß. Der Rumpf weist 21, selten 23 Reihen glatter oder schwach gekielter Schuppen in der Mitte, bei Männchen 25 bis 30 und bei Weibchen 20 bis 24 Subkaudalschilde und einen ungeteilten Analschild auf.
Die Unterart A. s. fulafula (Bianconi 1849) wird mit bis zu 75 Zentimetern länger als die Nominatform.
Die Unterart A. s. bachrani Mertens 1954 weist einen einfarbig schwarzen Kopf, Hals und Nacken auf, wird von den meisten Autoren heute allerdings nicht mehr als gültige Unterart, sondern nur als Farbvarietät angesehen.

## Vorkommen
Die Art bevorzugt steinige oder sandige Halbwüsten. Die Nominatform (A. s. scutatus) kommt in Namibia, Botswana, im Westen Simbabwes und im Norden Südafrikas vor, A. s. intermediatus Broadley, 1968 im nordöstlichen Südafrika und A. s. fulafula im Süden Mosambiks und Simbabwes.

## Lebensweise
Schildnasenkobras verbringen den Tag im Boden vergraben oder in Nagetierbauten und jagen nachts kleine Amphibien, Reptilien und Säugetiere. Bei Bedrohung richten sie sich auf, blähen den Körper auf und flachen den Hals ähnlich einer Kobra ab. Seltener stellen sich die Tiere auch tot. Bisse sind auf Grund der geringen abgegebenen Giftmenge für den Menschen meist nicht lebensbedrohlich, zudem wird meist mit geschlossenem Maul zugestoßen.
Die Art ist ovipar, das heißt sie pflanzt sich durch Eier fort.